# BK Kiev
Basketbolnyj kloeb Kiev (Oekraïens: баскетбольный клуб "Київ") was een Oekraïense professionele basketbalclub uit Kiev. De club speelde zijn thuiswedstrijden in het Meridian Sports Complex voor 1.500 toeschouwers. Voor belangrijke Europese wedstrijden, speelde men meestal in het grotere Sportpaleis voor 7.000 toeschouwers.

## Geschiedenis
De club is opgericht in 1999 door o.a. Oleksandr Volkov. Kiev won het landskampioenschap van Oekraïne in 2000 en 2005 en haalde de finale van de FIBA Europe League in 2005. Kiev verloor van Dinamo Sint-Petersburg uit Rusland met 85-74. In 2015 werd de club opgeheven.

## Erelijst
- Landskampioen Oekraïne: 2
  - Winnaar: 2000, 2005
  - Tweede: 2001, 2002, 2004, 2006, 2007, 2008
  - Derde: 2003

- Bekerwinnaar Oekraïne: 1
  - Winnaar: 2007
  - Runner-up: 2006, 2008, 2009, 2010

- VTB United League:
  - Derde: 2008

- FIBA Europe League:
  - Runner-up: 2005

## Bekende (oud)-coaches
- Boris Sokolovski (1994-1995)
- Igors Miglinieks (2002-2003)
- Renato Pasquali (2003-2006)
- Viktor Berezjnyj (2006-2007)
- Tomo Mahorič (2007-2008)
- Saša Obradović (2008-2009)
- Vitali Cherni (2009-2012)
- Renato Pasquali (2012-2013)
- Vitali Cherni (2013-2014)
- Dejan Prokic (2014-2015)

## Bekende (oud)-spelers
- Oleksandr Volkov
- Oleksandr Lochmantsjoek
- Mykola Chrjapa
- Dragan Lukovski
- Mike Harris
- Ioannis Giannoulis
- Goran Nikolić
- Rimas Kurtinaitis
- Sergej Tsjikalkin
- Vasili Zavoroejev